# Rositza Pejlivanova
Rositza Pejlivanova (Bulgaria, 31 de enero de 1955) es una atleta búlgara retirada especializada en la prueba de 1500 m, en la que consiguió ser medallista de bronce europea en pista cubierta en 1976.

## Carrera deportiva
En el Campeonato Europeo de Atletismo en Pista Cubierta de 1975 ganó la medalla de bronce en los 800 metros, corriéndolos en un tiempo de 2:06.3 segundos, tras la alemana Anita Barkusky y la soviética Sarmīte Štūla.
Al año siguiente, en el Campeonato Europeo de Atletismo en Pista Cubierta de 1976 ganó la medalla de bronce en los 1500 metros, corriéndolos en un tiempo de 4:15.8 segundos, tras la alemana Brigitte Kraus  y la rumana Natalia Marasescu.